# Freestyle Fellowship
Freestyle Fellowship est un groupe de hip-hop américain, originaire de Los Angeles, en Californie. Il se compose des rappeurs Aceyalone, Myka 9, P.E.A.C.E., et Self Jupiter. Ils participent au collectif de hip-hop underground Project Blowed.

## Biographie
Pionnier de la scène indépendante, le groupe est formé en 1991, alors que ses membres sont encore lycéens. Le premier album, To Whom It May Concern..., sort en 1991. Fortement influencé par le jazz – aussi bien musicalement que spirituellement – cet opus devient un « classique » du hip-hop alternatif. Diffusé en très peu d'exemplaires (vinyles et cassettes), l'album est néanmoins très bien reçu par la critique,. L'album sera réédité en 1998.
En 1993, le groupe signe un second opus, Innercity Griots, qui est une nouvelle fois acclamé par les critiques,. La même année, le groupe ouvre une parenthèse, notamment en raison de l'incarcération de Self Jupiter. Certains membres entament une carrière solo, comme Aceyalone et Mikah 9. Le groupe apparaît cependant sur plusieurs compilations comme Project Blowed (1995).
Freestyle Fellowship est relancé en 1998 avec l'enregistrement de l'EP Shockadoom qui ne sortira qu'en 2002. Un troisième album, Temptations, est publié en 2001 et un quatrième, The Promise, en 2011. Parallèlement à la carrière de Freestyle Fellowship, Aceyalone et Mikah 9 forment avec Abstract Rude Haiku D'Etat en 1999.

## Discographie

### Albums studio
- 1991 : To Whom It May Concern...
- 1993 : Innercity Griots
- 2001 : Temptations
- 2011 : The Promise

### EPs
- 2002 : Shockadoom

### Remix
- 2001 : To Whom It May Concern Version 2.0